# سوري (لغرية)
سوري (باللغة الليغورية: Söi)؛ هي بلدية تقع في مدينة جنوة الكبرى في منطقة ليغوريا الإيطالية، وتبعد حوالي 17 كيلومترًا جنوب شرق جنوة. تشكل، إلى جانب كمولجي وبييف ليغوري وبوغلياسكو وريكّو، فهي جزء من ما يسمى (جولف باراديسو) في ريفييرا دي ليفانتي. يعتمد اقتصادها على السياحة وإنتاج الزيتون.

## القرى
تحتوي بلدية سوري على مجموعة من القرى الصغيرة (المناطق الفرعية) مثل كانيبا، وكابرينو، ولاجو، وليفا، وبولانيزي، وسان بارتولوميو دي بوسونينغو، وسانت أبوليناري، وسوسيسا، وتيريسكا.
تقع سوري على حدود البلديات التالية: أفينيو، وبارغالي، وبوغلياسكو، وجنوة، ولومارتسو، وبييف ليغوري، وريكّو، وأوشيو.

## تاريخها
وفقًا لبعض النظريات، تأسست مدينة سوري على يد مهاجرين يونانيين في حوالي القرن السابع قبل الميلاد، ويرجح أن الميناء الصغير استُخدم أيضًا من قبل الرومان، رغم أن أول ذكر للمدينة يعود إلى العصور الوسطى المبكرة، حينما كانت تحت ملكية أساقفة ميلانو؛ لاحقًا، أصبحت جزءًا من جمهورية جنوة.
في عام 1584، تعرضت المدينة للنهب والتدمير على يد 1500 قرصان من شمال إفريقيا.وبعد الهيمنة الفرنسية، أصبحت سوري في عام 1815 جزءًا من مملكة سردينيا، ومنذ عام 1861 كانت جزءًا من مملكة إيطاليا الموحدة.

## وصلات خارجية
- الموقع الرسمي